# Arnold Glatthard
Arnold Glatthard, né le 16 juin 1910 à Meiringen et mort le 23 novembre 2002 à Meiringen, est un skieur puis entraîneur de ski. Il est également guide de montagne.

## Biographie
Fils d'Adolf, charretier et serrurier d'art, et d'Anna Brog, il connaît une carrière de skieur qui lui permet de remporter les courses du Lauberhorn et de l'Arlberg-Kandahar en 1935. Il occupe ensuite un poste d'entraîneur au sein de l'équipe nationale de Suisse de 1935 à 1954. Durant cette période, il occupe également le poste de chef de délégation de l'équipe suisse, notamment aux jeux olympiques d'hiver de 1948 à Saint-Moritz ou aux Championnats du monde 1950 à Aspen.
Il fonde l'Institut d'alpinisme de Rosenlaui tout en occupant des métiers de moniteur de ski et guide de montagne. En plus de son école d'alpinisme, il contribue également à ce domaine d'activité en inventant la vis à glace. Il participe, à la demande du gouvernement indien, à la formation des guides guide de montagne à des sherpas indiens et népalais au sein de l'Himalayan Mountaineering Institute avec Tensing Norgay, premier homme à atteindre le sommet de l'Everest avec Sir Edmund Hillary.
Il est également impliqué dans la vie locale, occupant le poste de président du Conseil communal de Meiringen (exécutif, 1967-1970). Il est l'initiateur en 1967 du téléphérique Meiringen-Hasliberg.

## Palmarès
- Vainqueur du Lauberhorn en 1935
- Vainqueur de Arlberg-Kandahar 1935 à Mürren